# Stony Point (Oklahoma)
Stony Point is een plaats (census-designated place) in de Amerikaanse staat Oklahoma en valt bestuurlijk gezien onder Sequoyah County.

## Demografie
Bij de volkstelling in 2000 werd het aantal inwoners vastgesteld op 177.

## Geografie
Volgens het United States Census Bureau beslaat de plaats een oppervlakte van
59,2 km², waarvan 59,2 km² land.

## Plaatsen in de nabije omgeving
De onderstaande figuur toont nabijgelegen plaatsen in een straal van 16 km rond Stony Point.